# 1123 Шеплія
1123 Ше́плія (1123 Shapleya) — астероїд головного поясу, відкритий 21 вересня 1928 року.
Тіссеранів параметр щодо Юпітера — 3,622.
Названо на честь американського астронома Гарлоу Шеплі (англ. Harlow Shapley, 1885—1972).